# 만다라 항공
만다라 항공(영어: Mandala Airlines)은 인도네시아의 저비용 항공사로 허브 공항은 자카르타에 있는 수카르노 하타 국제공항이 있다.

## 역사
1969년 설립 했으며 인도네시아의 다른 항공사와 함께 EU 역내 취항 금지 항공 회사 목록에 들어가면서 유럽 취항이 금지되었다. 2009년 7월에 유럽 취항 금지를 해체했지만 2011년 1월 13일 저비용 항공사의 경쟁으로 인해 국제선 진출로 경영이 악화되면서 자카르타의 상업 재판소에 채무 반제의 일시 유예를 신청을 했다. 그로 인해 회사 갱생 수속을 취하는 것과 동시에 같은 날부터 전 노선 운항을 정지했다. 싱가포르의 LCC와 타이거 항공이 33%의 주식을 취득해, 2012년 2월에 인도네시아로부터 항공운항 사업 허가(AOC)를 얻었다. 2012년 4월 5일, 자카르타발 메단 국내선을 시작으로 같은 해 4월 20일에 싱가포르발 메단 국제선 노선을 취항했다.

## 운항 노선
- 2012년 기준으로 만다라 항공은 다음과 같이 운항 하고 있었다.

- 인도네시아
  - 자와섬
    - 자카르타 - 수카르노 하타 국제공항 허브
    - 수라바야 - 주안다 국제공항
    - 욕야카르타 - 아디수키프토 국제공항

  - 발리섬
    - 덴파사르 - 응우라라이 국제공항

  - 수마트라섬
    - 메단 - 쿠알라나무 국제공항
    - 파당 - 미낭카바우 국제공항
    - 팔렘방 - 술탄 마무드 바다루딘 II 국제공항
    - 페칸바루 - 술탄 샤리프 카심 II 국제공항  허브
- 홍콩
  - 홍콩 – 홍콩 국제공항
- 싱가포르
  - 싱가포르 - 싱가포르 창이 공항 허브
- 태국
  - 방콕 - 수완나품 공항

## 보유 기종
- 2014년 5월 기준으로 만다라 항공은 다음과 같이 보유하고 있었다.

### 퇴역 기종
- 에어버스 A319
- 보잉 727-200[2]
- 보잉 737-200
- 보잉 737-400
- 록히드 L-188 엘렉트라
- 비커스 비스카운트
- 포커 F28-3000[3]

## 같이 보기
- 타이거 항공 오스트레일리아